# USS John C. Calhoun (SSBN-630)
USS John C. Calhoun (SSBN-630) – amerykański okręt podwodny o napędzie atomowym z okresu zimnej wojny typu James Madison, przenoszący pociski SLBM. Wszedł do służby w 1964 roku. Okręt nazwano imieniem dziewiętnastowiecznego amerykańskiego polityka Johna Calhouna. Wycofany ze służby w 1994 roku.

## Historia
Kontrakt na budowę okrętu został przydzielony stoczni Newport News Shipbuilding w Newport News 20 lipca 1961 roku. Rozpoczęcie budowy okrętu nastąpiło 4 czerwca 1962 roku. Wodowanie miało miejsce 22 czerwca 1963 roku, wejście do służby 15 września 1964 roku. Okręt rozpoczął patrole operacyjne 22 marca 1965 roku w składzie 18. eskadry okrętów podwodnych.
W 1978 roku na „John C. Calhoun” wymieniono pociski Polaris na Poseidon. Kolejna modernizacja uzbrojenia miała miejsce w 1982 roku, kiedy to wymieniono pociski na Trident I. Okręt wycofano ze służby 28 marca 1994 roku, w tym samym roku zakończyło się jego złomowanie.